# Action Replay

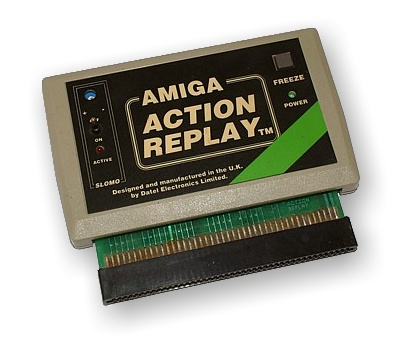
Action Replay per Amiga 500

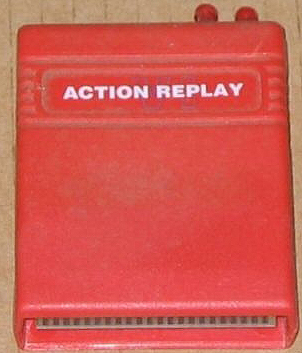
Action Replay per Commodore 64

L'Action Replay è un tipo di periferica non ufficiale utilizzata su console videoludiche e personal computer, prodotta a partire dagli anni ottanta dalla Datel Design & Development; il suo scopo principale è quello modificare le caratteristiche dei videogiochi.
In passato, oltre che sulle console, era disponibile anche per Amiga, Commodore 64 e IBM compatibili.

## Caratteristiche
L'Action Replay consiste in un disco ottico, o in una cartuccia, che contiene codici in grado di modificare le caratteristiche dei videogiochi; nel disco ottico viene allegata una memory card per l'aggiunta di codici, mentre nelle cartucce viene incorporato un free loader per le console più moderne.
Nel caso della PlayStation, l'Action Replay consiste in una cartuccia con un circuito di silicio al suo interno, di memoria variabile a seconda del modello, collegabile tramite la porta d'espansione situata sul retro delle console accanto all'ingresso del cavo SCART; ha un interruttore d'accensione che permette di attivarlo. Insieme alla cartuccia è compresa una piccola molla da applicare nel vano del disco, tra l'appendice del coperchio e il bottone che ne attiva la lettura.

## Funzioni
Prima della schermata di presentazione del videogioco, appare una schermata dalla quale si possono attivare vari codici reperibili su internet che danno accesso a diverse opzioni; fondamentalmente, i codici sono in esadecimale e compongono un indirizzo e un valore. I codici inseriti vengono allocati in RAM (quindi il loro effetto si esaurisce allo spegnimento della console) e intercettano i dati passanti per quell'indirizzo, cambiandone il valore e ottenendo risultati diversi.
Un'altra funzione dell'Action Replay è la possibilità di rendere la console region free, permettendo quindi di utilizzare videogiochi importati da altri paesi. Nel caso della PlayStation, il region free permette la lettura di CD-R di backup; sempre per la medesima console, alcuni modelli permettono di esplorare i contenuti dei dischi nonché la visualizzazione di immagini, file audio e filmati contenuti nei videogiochi.

## Esempi
- Vite, armi, tempo, soldi e munizioni infinite;
- Possibilità di utilizzare immediatamente livelli, armi e personaggi segreti nascosti o bloccati;
- Personaggi sbloccabili solo con questa cartuccia (un esempio: Jinpachi Mishima in Tekken 5 per PlayStation 2, Mew nella serie Pokémon per Game Boy Color);
- Trailer, bonus audio o costumi particolari;
- Finali alternativi;
- Accesso a versioni beta di oggetti/nemici eliminati in fase di sviluppo;
- Accesso alle debug mode usate dai programmatori.
- Possibilità di giocare un videogioco di diverso formato regionale su una console non modificata.
- Accesso a contenuti extra.

## Console fisse
- Nintendo Entertainment System
  - Pro Action Replay
- Sega Master System
  - Pro Action Replay
- Star Disk System
  - Pro Action Replay

- Sega Mega Drive
  - Action Replay
  - Pro Action Replay
  - Pro Action Replay 2
  - Pro CDX (Action Replay) per il Mega-CD
- Super Nintendo Entertainment System
  - Pro Action Replay
  - Pro Action Replay MK2
  - Pro Action Replay MK3

- Sega Saturn
  - Pro Action Replay
- PlayStation
  - Action Replay (1995)
  - Pro Action Replay (1996)
  - Action Replay CDX (1997)
  - Action Replay 2 V2 (2001)
  - Equalizer
  - Equalizer CDX
  - Equalizer Xtreme
- Nintendo 64
  - Action Replay
  - Action Replay Professional (1999)
  - Equalizer

- Dreamcast
  - Action Replay CDX (2000)
  - Equalizer Xtreme
- PlayStation 2
  - Action Replay 2 (2000)
  - Action Replay 2 V2 (2001)
  - Action Replay MAX (2003)
  - Action Replay Max Evo (2004)
  - Action Replay Max Evo (2009)
- Xbox
  - Action Replay (2002)
  - Action Replay MAX
- Nintendo GameCube
  - Action Replay (2003)
  - Action Replay MAX Evo
  - Action Replay (2006, funziona anche su Wii)

- Nintendo Wii
  - Action Replay Powersaves (2007)
- Xbox 360
  - Action Replay MAX Powersaves (2009)

## Console portatili
- Sega Game Gear
  - Pro Action Replay
- Game Boy, Game Boy Pocket, Game Boy Color
  - Pro Action Replay
  - Action Replay Online
  - Action Replay Xtreme
  - Action Replay Pro (2000)
- Game Boy Advance
  - Action Replay GBX (2001)
  - Action Replay MAX
  - Action Replay Duo (2005)
- Nintendo DS, Nintendo DS Lite, Nintendo DSi
  - Action Replay Duo (2005)
  - Action Replay DS (luglio 2006)
  - Action Replay Media Edition
  - Action Replay DSi
  - Action Replay DSi Max (ottobre 2009)
  - Action Replay Pokémon (maggio 2009)
  - Action Replay Pokémon versione HGSS (giugno 2010)
- Nintendo 3DS
  - Action Replay 3DS
- PlayStation Portable
  - Action Replay 1GB (ottobre 2008)
  - Datel Action Replay (dicembre 2009)

## Alternative
L'Action Replay, nonostante sia la più famosa, non è stata l'unica cartuccia trucchi disponibile in commercio; hanno avuto grande risonanza anche il GameShark (conosciuta così nel mercato americano) e la Xploder (prodotta dalla Blaze), quest'ultima utilizzava codici esadecimali differenti. Nelle console di settima generazione tali prodotti permettono solo di caricare salvataggi e quindi non sono dei veri e propri sblocca codici. Per la sola PlayStation Portable è disponibile anche il CWCheat, con funzioni equivalenti.
Per Wii invece con l'avvento della softmod, sono nati i rinomati Cheat Ocarina, attivabili da tutti i backup loader più recenti (Neogamma, ULoader): questi sono scaricabili sotto forma di codice tramite appositi programmi direttamente sulla console o da internet e poi convertiti in file di cheat compatibili con la console.